# آلفا¹ بزغاله
آلفا¹ بزغاله یک ستاره است که در صورت فلکی بزغاله قرار دارد.